# شم البصل البحرية
قرية شم البصل البحرية هي إحدى القرى التابعة لمركز مغاغة بمحافظة المنيا في جمهورية مصر العربية. حسب إحصاءات سنة 2006، بلغ إجمالي السكان في شم البصل البحرية 7227 نسمة، منهم 3574 رجلا و3653 امرأة.